# Вервольф (Marvel Comics)
Вервольф (англ. Warwolf); настоящее имя — Маркус Винс (англ. Vince Marcus) — вымышленный супергерой вселенной комиксов Marvel.

## История публикаций
Вервольф впервые появился на страницах комиксов из серии Deathlok vol. 2 № 1, в создании персонажа участвовали Дуэйн МакДаффи, Грегорий Райт, Дэннис Коуэн и Майк Манли.

## Биографии персонажей

### Вервольф Cybertek
Вервольф был создан Билли Хансеном и другими учёными из Cybertek Systems Inc. (Подразделение кибернетических исследований Roxxon Energy Corporation как киборг-убийца и охотник, который появился ещё раньше чем полукиборг Детлок. Билли Хансен с коллегами поставили мозг обыкновенного волка в голову киборга. Тайно из тюремной камеры заключённый Харлан Рыкер дистанционно управлял им и при его помощи совершил нападение на своих бывших начальников, они в свою очередь могли направить против него другого киборга — Детлока. Билли Хансен первый атаковал Вервольфа и смог убить его сломав систему дистанционного управления. Затем Хансен ворвался в учреждение Агентства национальной безопасности, где уничтожил все схемы и записи Харлана Райкера. Поехав на главный объект Кибертек находящейся в Патерсоне, штат Нью-Джерси, в котором Детлок проводил встречу с Джимом Дворианом. Детлок успел заметить, что у Вервольфа стоял мозг серого волка и то что все его системы находились в нейтральном режиме. Однако Детлок не смог удержать Вервольфа от нападения на компьютеризированных файлов, Вервольф сбежал туда где мог передвигаться довольно быстро чем Детлок. Когда Детлок проник в Пенсионный фонд максимальной безопасности в Дэнбери, для того чтобы встретиться с Харлоном Райкером, Вервольф нашёл их, взяв оружие нацелился на менеджера аккаунта Кибертека Джона Розума. Детлоку удалось помешать Вервольфу атаковать Розума. Детлок воспользовался своим энергетическим пистолетом при помощи которого вывел из строя Вервольфа. Детлок изменил параметры команд, а также переключил команду «Убивать» на «Неубивать», Вервольф потерпел системный сбой а его органические части тела перестали приходить в движение. Была достаточная резервная информация о том, что Дворман смог дать приказ Вервольфу убить Харлана Райкера.

### Маркус Винс
Маркус Винс член Ревущей команды Ника Фьюри. Он полевой командир. Пока достоверно неизвестно когда и почему он присоединился к Щ. И. Т.у и почему его назвали Вервольфом.

### Мартин Рейн
Мартин Рейн агент Щ. И. Т.а, несущий ответственность за S.T.A.K.E. район 13. (Сокращение специальной оценки угроз для известных экстранномов), подразделение которое отвечает за борьбу со сверхъестественными событиями. Мартин работал с доктором Полом Крайей над секретными проектами, которыми он опасался, что рано или поздно их обнаружит возвращённый к жизни модель Дум-Дум Дуган, доктор и Мартин должны были избавится от Дум-Дум Дугана, прежде чем он обнаружит их.
В рамках событий All-New, All-Different Marvel — Мартин Рейн стал сурервизором новой команды, которую возглавляет Дум-Дум Дуган.
Вервольф был с Ревущей командой, когда они помогали Старику Логану спасти Джубили от Дракулы.

## Силы и способности
Вервольф созданный Кибертеком обладает сверхпрочной кожей, замедленным старением и долговечностью и может работать на уровне 317 МРН, способен разрушать автомобили. Он мог выпускать разрушающие лучи из глаз, но эти лучи давали существенный недостаток они слепили его, и чрезмерное использование прибора испускающий лучи может перезагружаться.
Винс Маркус в обличии оборотня обладает:
- Сверхчеловеческой силой
- Реакцией
- Выносливостью
- Повышенная скорость передвижения и острым обонянием

Оружие
- Когти
- Клыки
- Кинжал
- Энергетический пистолет

Способности Мартина Рейна:
- У Рейна на руке есть встроенный прибор Warwolf Gene, который он использует для того чтобы трансформироваться в оборотня.

## Альтернативные версии

### Земля-7484
Вервольф был киборгом, созданным для Саймона Райкера, предположительно в рамках проекта: Alpha-Mech. Райкер считал его своим первым успешным созданием, поскольку мятежный характер Смертокрылого вызвал у него разочарование. Первоначальное человеческое тело Военного Волка было неосознанно.
Детлок отслеживал сообщения своего старого друга Майкла Траверса со Статуи Свободы. Там он пробивался мимо агентов и охраны Саймона Райкера к камере в которой находились Рыкер и Военный Волк.
Рыкер отправил Вервольфа убить Детлока, который был неспособен навредить ему, так как считал его своим другом. Предположительно запрограммированный «Военный Волк» ударил Детлока об землю и выстрелил в него из лазерного пистолета но промахнулся, Детлок выбил из руки Военного Волка пистолет. Детлок не смог смириться с тем, что он больше не его друг, поэтому перестал сражаться с ним. Воспользовавшись этим Военный Волк победил его, закидывая машиной, затем долгое время избивал Детлока, даже отрывал части от его тела. Военный Волк быстро победил ослабевшего Смертокрыла, однако Райкер сказал что Военный Волк это не Траверс (он также утверждал что Траверс умер на операционном столе, хотя Траверса видели живым). Это не входило в план Райкера, Детлок был вдохновлён борьбой с Военным Волком. Детлок сражался с Военным Волком на верхней части стойки Статуи Свободы он был убежден, что вся системная программа Военного Волка была полностью скопирована. Хоть его компьютер заявил, что основной целью его противника был не он, Детлок отказался остановиться. Он начал продолжать битву с Военным Волком, вырвав из его руки кинжал, затем пробил ему грудь выстрелом из лазерного пистолета. Его компьютер проанализировал что противник был уничтожен.

## Вервольф вне комиксов

### Мультсериалы
В фильме Халк: Где обитают чудовища, Вервольф озвучивается Эдвардом Боско. Член Ревущей команды, с ними он сдерживает натиск разъярённых монстров, в то время как Халк и Доктор Стрэндж едут в Dream Dimenson для борьбы с Кошмаром.

### Видеоигры
Появляется в таких видеоиграх, как:
- Marvel: Future Fight[12][13][14]